# Собор Святой Елизаветы Венгерской (Кошице)

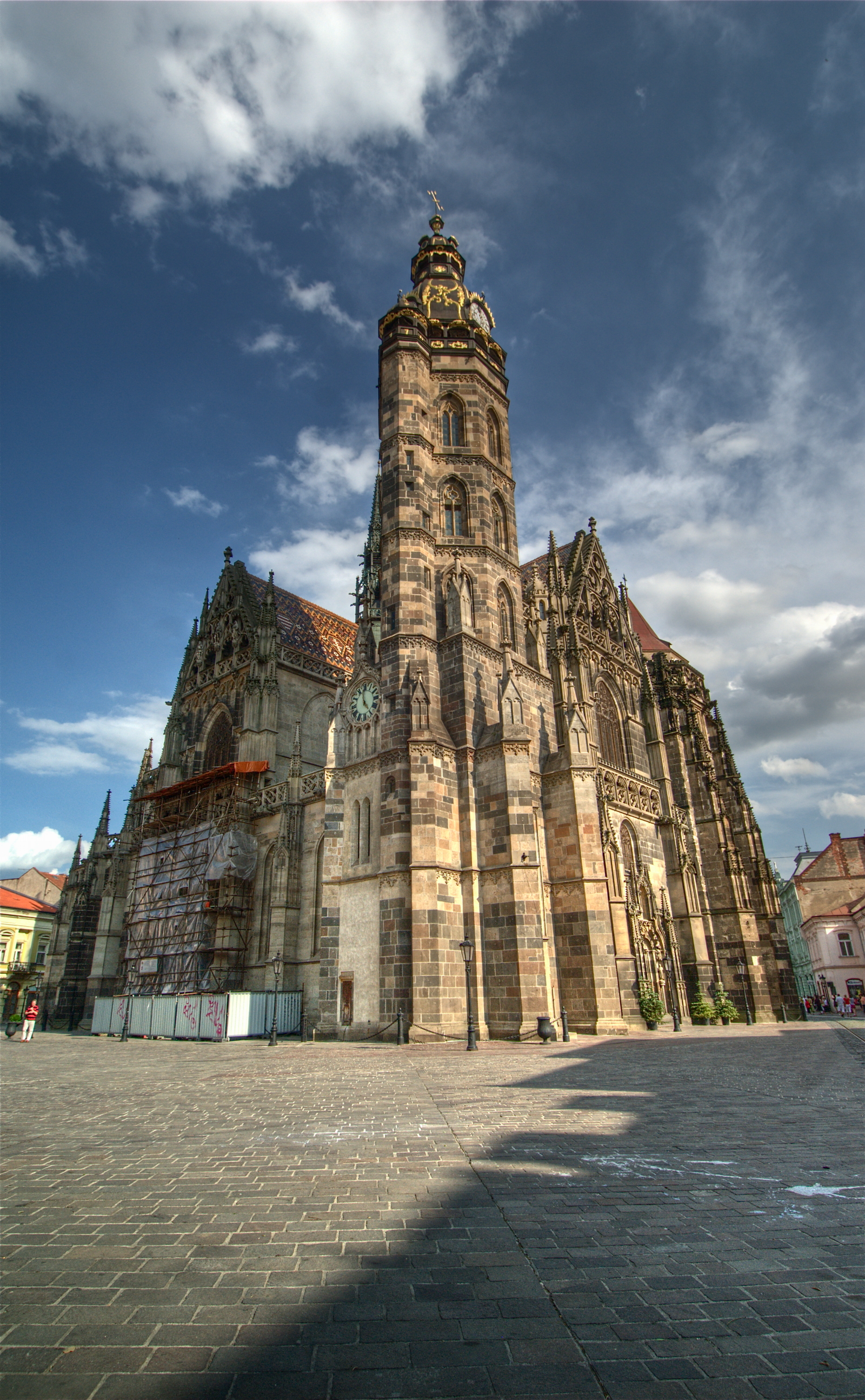
Собор Святой Елизаветы

Собор Святой Елизаветы Венгерской (словац. Dóm svätej Alžbety) — католический собор, находящийся в городе Кошице, Словакия, кафедральный собор архиепархии Кошице. Памятник архитектуры, построен в готическом стиле. Собор Святой Елизаветы — крупнейшая церковь Словакии и один из самых восточных исторических готических соборов Европы. Входит в список национальных памятников культуры Словакии.

## История

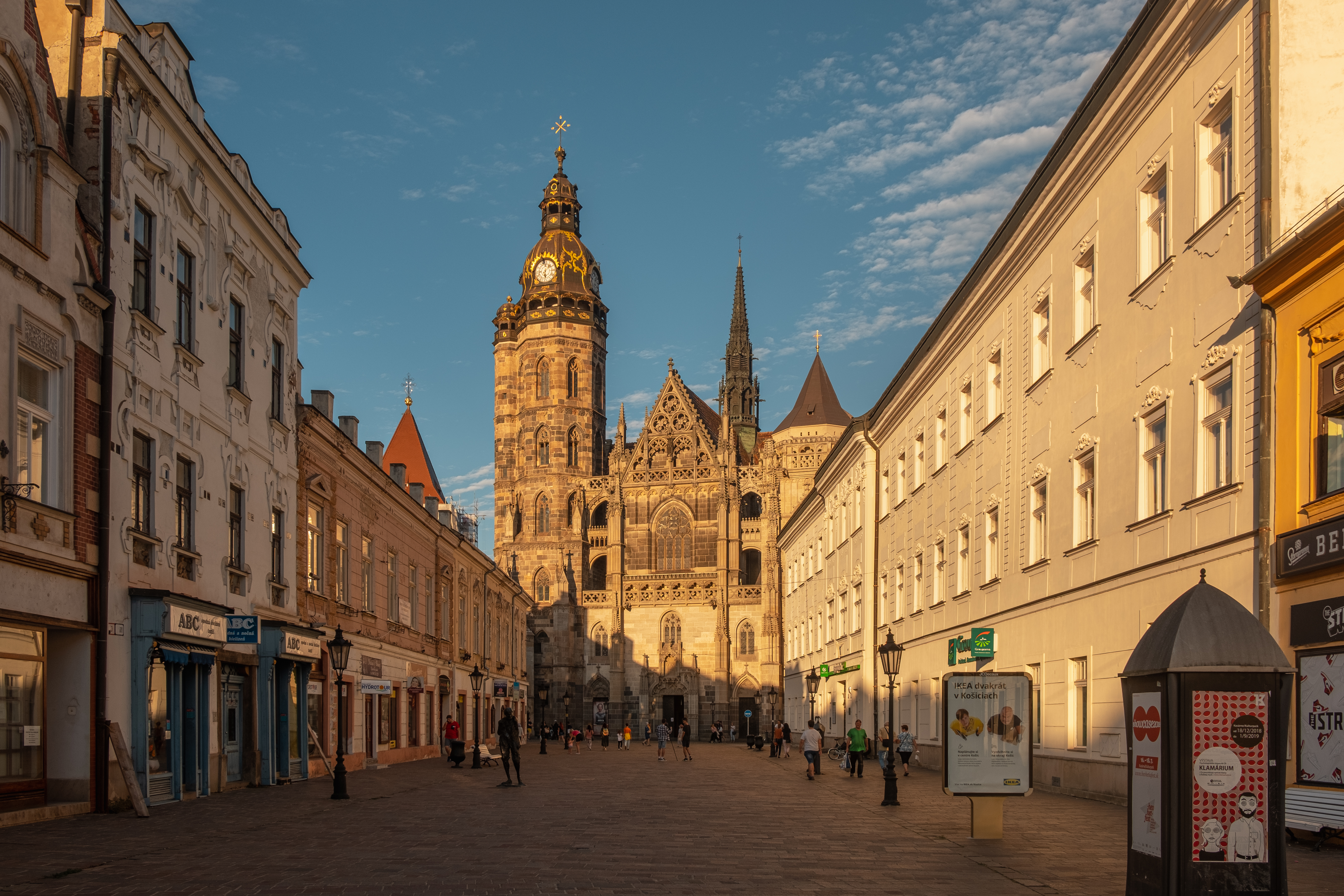
Главный фасад

Современное здание церкви построено в несколько этапов в период между 1378 и 1508 годом, однако оно было возведено на месте более старого храма. Предположительно этот храм был построен в середине XI века и освящён в честь Святого Михаила. После канонизации Елизаветы Венгерской в середине XIII века она стала считаться покровительницей Кошице, и городской храм был переименован в её честь. Этот храм упоминается в письмах папы Мартина V от 1283 и 1290 годов.
В 1804 году была образована епархия Кошице (с 1995 года — архиепархия). Храм Святой Елизаветы получил статус кафедрального собора.
В Средние века храм несколько раз переживал пожары, в XIX веке были предприняты большие реставрационные работы под руководством известного венгерского архитектора Имре Штейндля, признанного специалиста по готике. Основные реставрационные работы были завершены к 1904 году, однако восстановление крипты и северного портала шло вплоть до 2009 года. В 1906 году в крипте соборе были перезахоронены останки Ференца II Ракоци. Также в соборе перезахоронены останки его матери Илоны Зриньи (Елены Зринской), национальной героини Венгрии и Хорватии.

## Архитектура

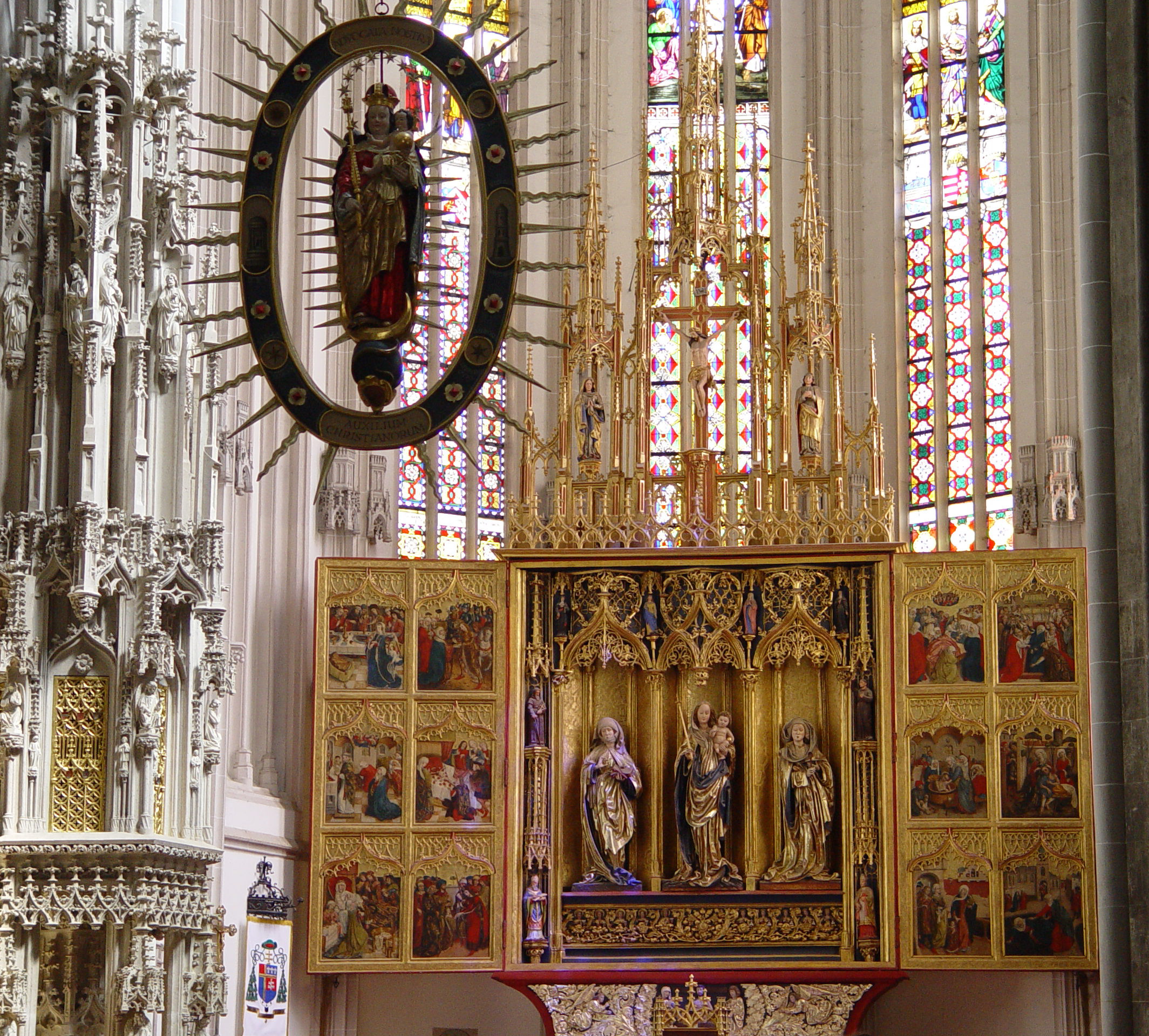
Алтарь

Внешняя длина собора составляет 60 м, ширина — 36 м. Высшая точка сооружения, северная башня или башня Сигизмунда имеет высоту 59 м. Она была полностью завершена в XV веке. Северный и южный порталы собора богато украшены каменной резьбой.
В интерьере собора выделяется готический главный алтарь (1474—1477), живописный алтарный образ — шедевр искусства XV века. Образ имеет размеры 12,60 на 8,10 м, состоит из 48 картин, разделённых на три цикла: Жизнь Святой Елизаветы, Страсти Христовы и Рождественские события. Образ выполнен в форме триптиха, в обычное время развёрнут таким образом, что показывает только 12 картин цикла «Жизнь Святой Елизаветы», в период Великого поста открывается цикл Страстей Христовых, в период адвента - рождественский. 
Также в интерьере собора представляют интерес готические фрески на стенах и архитектурное убранство боковых капелл.